# Couvent des Capucins de Reims
Pour les articles homonymes, voir Couvent des Capucins.
Le Couvent des Capucins de Reims, transformé après la révolution en usine de tissage et de filature  située à Reims, en France est détruit pour laisser la place à la construction de logements.

## Localisation
Le couvent des Capucins de Reims était située dans le département français de la Marne, sur la commune de Reims, rue des capucins.

## Description

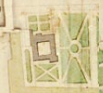

## Historique

### Couvent des Capucins de Reims
Les Capucins avaient demandé à s’installer à Reims en 1593, mais ont été obligés de quitter la ville en 1596 à la suite de difficultés relationnelles avec le Conseil de Ville.
Après avoir retrouvé la protection de la famille de Lorraine, ils reviennent à Reims en 1613.
L’église a été bâtie en 1620 et est dédiée à saint René d’Angers. Elle fut démolie en 1792.
À l’enquête de 1790, le couvent des Capucins comptait sept prêtres et deux frères.
Le couvent des Capucins est vendu comme bien national après la révolution.

### Hôpital militaire
Vers 1783, le couvent des capucins a servi d'hôpital militaire sous le nom de l’ « l'hôpital de la section de la Réunion » (des Capucins).

### Tissage et filature du Couvent des Capucins
Le tissage des Capucins est créé en 1834. Il est alors dirigé par Lachapelle et Levarlet, industriels du textile à Saint-Brice-Courcelles.
En 1855 la rue des Capucins est prolongée à travers le Clos des Capucins.

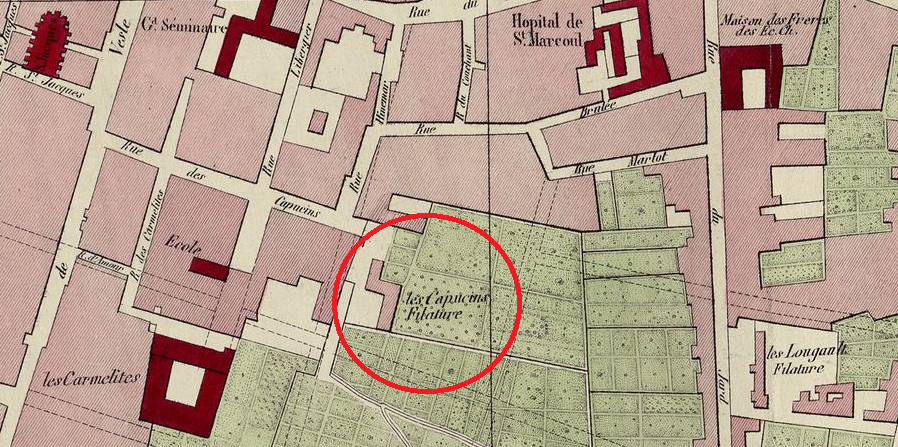
Reims Filature des Capucins extrait plan Hertau.
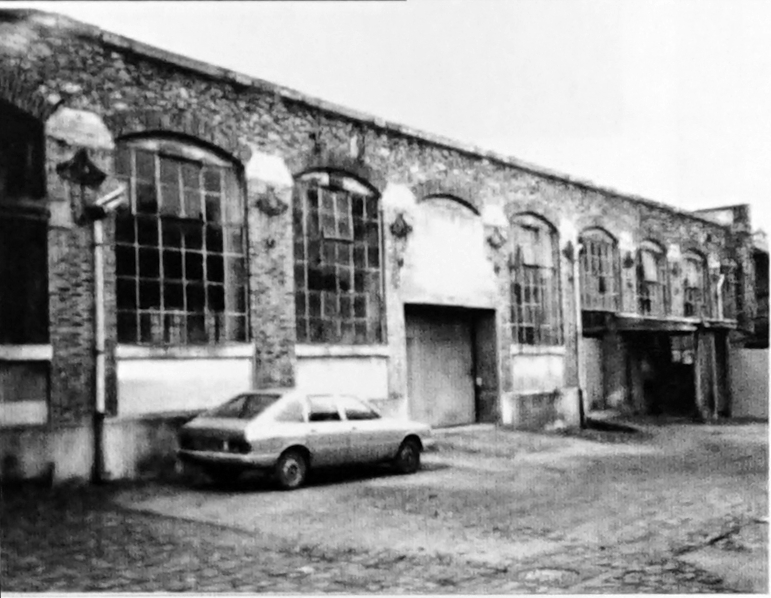
Filature des Capucins coté rue Hincmar.

Le tissage change de propriétaire vers 1900 et est racheté par Benoist et Cie (même propriétaire que l’'usine du Mont-Dieu).
Elle change de propriétaire pour la maison MM. Benoist Frères, C.Poulain et Cie (fils et gendre de Benoist Loched) et est dirigée par César Poulain.
L'usine des Capucins est la première à Reims à avoir adopté les métiers mécaniques Schlumberger vers 1850. En 1860, 80 ouvriers travaillent dans l'usine des Capucins.

### Impact de la 1ère Guerre Mondiale
Endommagé pendant la Première Guerre mondiale, ce tissage, joint à une filature, est reconstruit peu après et remise en marche en août 1919.
À cette date, elle abrite 300 métiers et 4000 broches.
L’usine ferme ses portes vers 1960.

### Habitation
Les ateliers sont totalement détruits en 1990 et font l’objet de fouilles avant construction.
Comme beaucoup de sites textiles dans Reims, le site a été converti en habitation.
Le couvent des Capucins occupait l’ensemble désigné « îlot Capucins-Hincmar-Clovis » compris entre les rues Hincmar, Clovis, Boulard et des Capucins, construit de grands ensembles de logements sauf rue Boulard et angle Boulard-rue des Capucin construit de maisons bourgeoises.

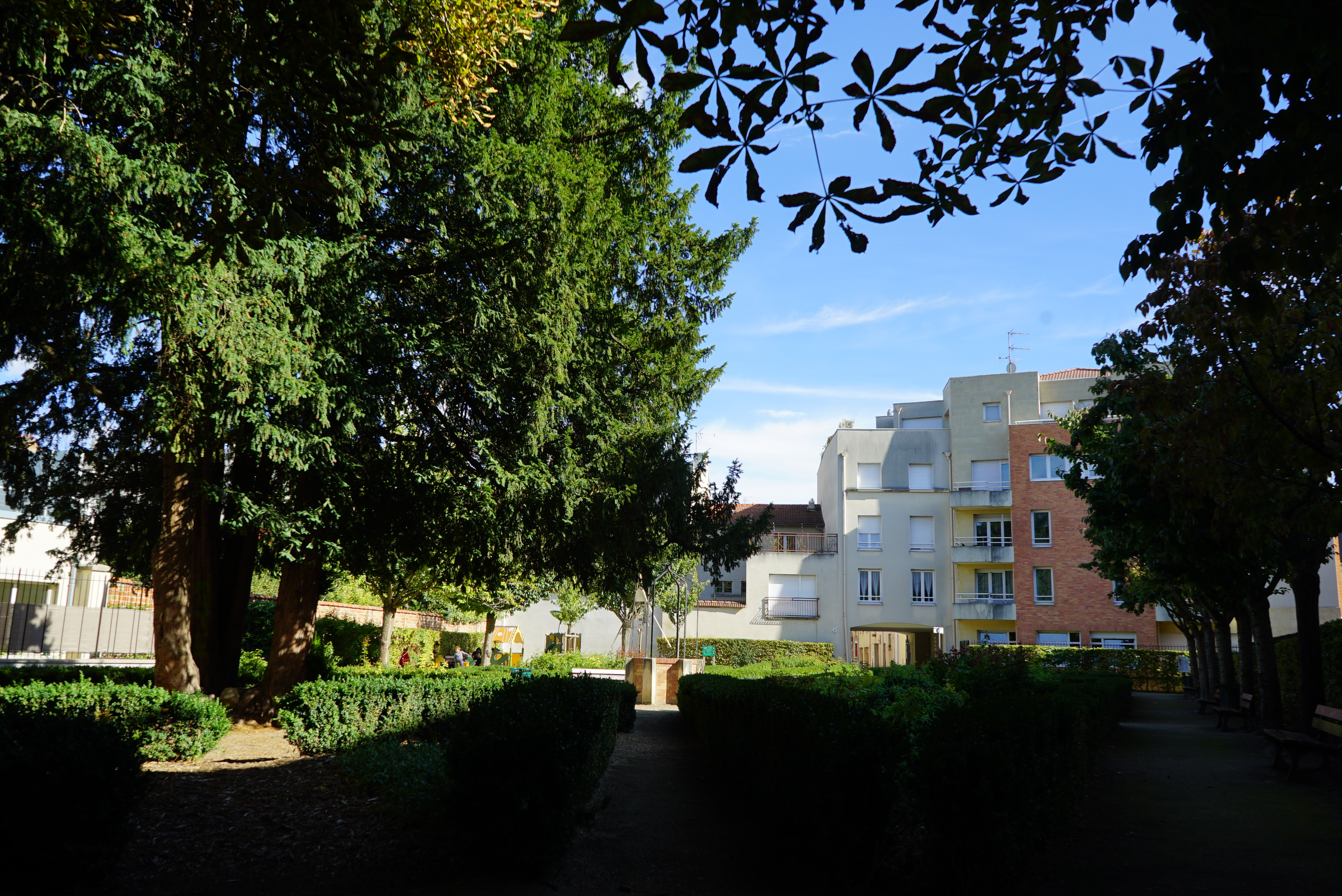
Parc actuel reprenant, en partie les jardins du couvent.

## Galerie

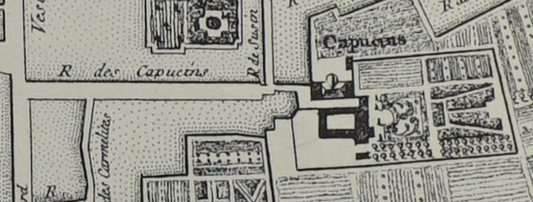
La rue et le couvent des capucins en 1775

Le Tissage de laine peignée et cardée et filature dit tissage des Capucins  était reprise à l’Inventaire général du patrimoine culturel de la région Grand-Est.